# エルメシンダ

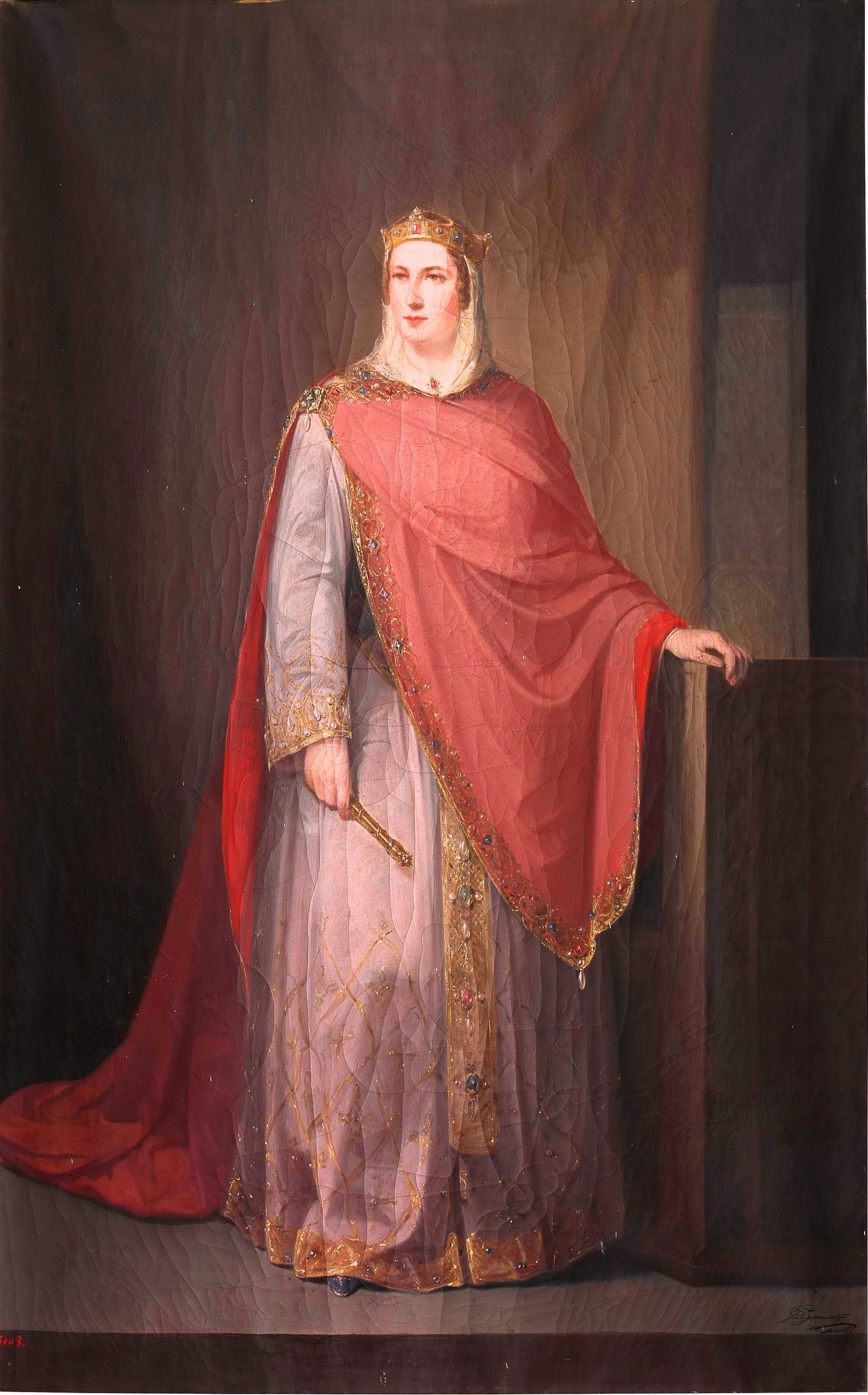
エルメシンダ（ホセ・グティエレス・デ・ラ・ベガ画、1854年、プラド美術館蔵）

エルメシンダ（スペイン語：Ermesinda, 720/30年 - ?）またはオルミセンダ（Ormisenda）、エルミセンド（Ermisend）は、アストゥリアス王アルフォンソ1世（カトリック王）の妃。アストゥリアス王ペラーヨとガウディオサの娘。

## 生涯
ラテン語で書かれた『ヴィギラヌス写本』は、エルメシンダは初代アストゥリアス王ペラーヨとその妃ガウディオサの娘であり、2代アストゥリアス王ファビラの姉妹にあたるとしている。エルメシンダは自身の王位継承権を、夫でカンタブリア公ペドロの息子アルフォンソに譲った。アルフォンソ1世またはアルフォンソ「カトリック王」として知られる夫アルフォンソは、義兄弟ファビラが739年に死去した後にアストゥリアス王位につき、エルメシンダを王妃とした。
エルメシンダの正確な生年は不明で、記録は残されていないがおそらくアストゥリアスで生まれたと考えられる。没年についても不明である。

## 埋葬
サラマンカ司教セバスティアンおよび『スペイン史（Estoria de España）』によると、エルメシンダはカンガス・デ・オニス近くのサンタ・マリア修道院に埋葬された。この修道院はコバドンガ修道院のことであるとされている。夫アルフォンソ1世もコバドンガ修道院に埋葬された。16世紀の年代記作者アンブロジオ・デ・モラレスは、サンタ・クエバ・デ・コバドンガにあったアルフォンソ1世とエルメシンダの墓について次のように説明している。
彼らの墓は、小さな洞窟の主祭壇に面した教会の先頭にある。部分的に彫刻が施されている。それは滑らかな石の石棺であり、一枚の石で蓋がされており、頭側の幅は4フィート（1.2m）、足側の幅は2フィート（0.6m）で、棺のようであるが、上部の形はアーチ型ではなく平らである。その長さは12フィート（3.7m）、高さは3フィート（0.9m）である。
アルフォンソ1世とエルメシンダが埋葬されているとされているサンタ・クエバ・デ・コバドンガの墓には、次の碑文が刻まれている。
ここに、カトリック教徒で聖なる王ドン・アルフォンソ1世と、その妻で彼が後を継いだドン・ファビラの姉妹ドーニャ・エルメシンダが眠っている。この王はムーア人に対して多くの勝利を収めた。彼は757年にカンガスで死去した。

## 結婚と子女
エルメシンダとアルフォンソ1世の間には3子が生まれた。
- フルエーラ1世（722年 - 768年） - 父の跡を継いでアストゥリアス王となった。
- ビマラーノ（765年没） - 兄フルエーラにより殺害された。
- アドシンダ - 6代アストゥリアス王シロと結婚